# Joseph von Hammer-Purgstall
Joseph Freiherr von Hammer-Purgstall, född 9 juni 1774 i Graz, död 23 november 1856 i Wien, var en österrikisk orientalist. 
Hammer-Purgstall blev 1799 tolk vid österrikiska legationen i Konstantinopel, tjänstgjorde därefter som sekreterare och tolk vid engelsk-turkiska armén under fälttåget mot fransmännen och erhöll 1807 anställning i hovkansliet i Wien. År 1811 blev han kejserligt råd och hovtolk samt 1817 verkligt hovråd och 1835 friherre. Åren 1847–49 var han president i vetenskapsakademien i Wien. Hans mångsidiga, ehuru ytliga insikter i de österländska språken i förening med hans ovanligt stora arbetskraft gjorde det möjligt för honom att bli en av sin tids produktivaste författare. Utöver nedanstående skrifter utgav han en mängd översättningar från turkiska, arabiska och persiska språken.

## Utmärkelser
Asteroiden 6044 Hammer-Purgstall är uppkallad efter honom.